# Dedomè
Dedomè är ett arrondissement i kommunen Kpomassè i Benin. Den hade 5 294 invånare år 2002.